# Kecamatan Slawi
Kecamatan Slawi är ett distrikt i Indonesien.   Det ligger i provinsen Jawa Tengah, i den västra delen av landet, 270 km öster om huvudstaden Jakarta.